# エーモン (企業)
株式会社エーモン（Amon Co.Ltd.）は、兵庫県神崎郡福崎町に本拠を置くカー用品の開発・製造販売を行う会社である。

## 概要
自動車用のメンテナンス用品やカスタムパーツ、補修部品を主に展開している。また、同社の製品サイトでは同社製品を用いたDIY情報を掲載している。

## 沿革
- 1964年（昭和39年） - 広畑産業として創業（本社：兵庫県姫路市千代田町）。
- 1966年（昭和41年） - 株式会社ヒロハタに社名を変更。
- 1969年（昭和44年）
  - 兵庫県神崎郡市川町に第1工場を新設。
  - 兵庫県姫路市壱丁町に本社を移転。
  - 「エーモン」を商標登録しブランドとして使用開始。
- 1970年（昭和45年） - 500万円に資本金を増資。
- 1975年（昭和50年） - 兵庫県姫路市砥堀に本社を移転。
- 1976年（昭和51年）
  - 第1工場を増設。
  - 1,000万円に資本金を増資。
- 1978年（昭和53年）
  - 兵庫県神崎郡市川町に半瀬工場を新設。
  - 2,000万円に資本金を増資。
- 1981年（昭和56年）
  - 兵庫県神崎郡福崎町南田原に本社を新築移転。
  - 3,000万円に資本金を増資。
- 1982年（昭和57年） - エーモン工業株式会社に社名を変更。
- 1986年（昭和61年） - 本社本館を新設。
- 1988年（昭和63年） - 4,500万円に資本金を増資。
- 1989年（昭和64年・平成元年）
  - 第2デリバリーセンターを新設。
  - 市川工場を兵庫県神崎郡市川町に新設。
- 1991年（平成3年） - 東京都八王子市宇津木町に東京営業所を開設。
- 1993年（平成5年）
  - 6,750万円に資本金を増資。
  - 社歌「翔き」を制定。
  - 福利厚生施設「シーサイドヴィラさざなみ」を開設。
- 1997年（平成9年） - 「かさがた温泉」を新規事業として兵庫県神崎郡市川町に開業（後の1999年（平成11年）に商標登録し商標権取得）。
- 2004年（平成16年）
  - カントリー家具、耐震金具、エクステリア関連製品の製造卸メーカーとして株式会社マイストを設立。
  - 青島英門工業有限公司を中国青島市に設立。
- 2010年（平成22年） - 9,550万円に資本金を増資。
- 2016年（平成28年） - コーポレートロゴマークを刷新。
- 2019年（平成31年・令和元年）
  - AMON VIETNAMをベトナムビンズオン省に設立。
  - 東京都八王子市宇津木町から八王子市小門町へ東京営業所を移転。
- 2022年（令和4年） - エーモン産業株式会社が第一工場を兵庫県神崎郡市川町に新設。
- 2024年（令和6年） - 株式会社エーモンに社名を変更。

## 拠点
- 本社 - 兵庫県神崎郡福崎町南田原
- 東京営業所 - 東京都八王子市小門町
- 名古屋office - 愛知県名古屋市名東区上社

### 関連会社
- エーモン産業株式会社
- 株式会社マイスト
- 青島英門工業有限公司
- AMON VIETNAM